# Przenośne urządzenie internetowe

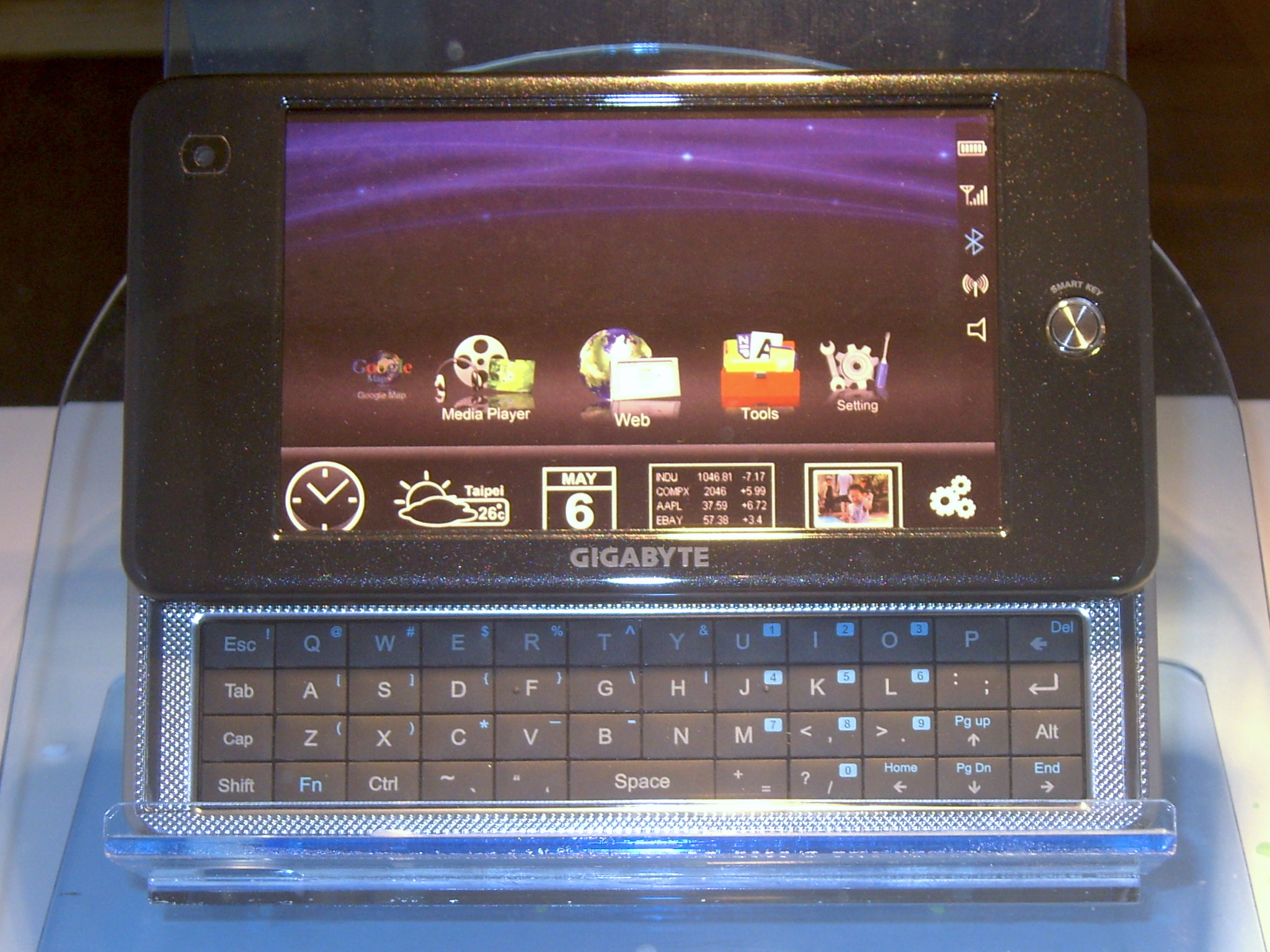
MID z procesorem Atom : Gigabyte M528

Przenośne urządzenie internetowe (ang. Mobile Internet Device) – przenośne urządzenie posiadające funkcje multimedialne oraz umożliwiające bezprzewodowy dostęp do Internetu.
Urządzenia tego typu charakteryzują się niewielkim rozmiarem, są zazwyczaj mniejsze niż Ultra-Mobile PC, ale większe od smartfona.
Do budowy tego typu urządzeń stosuje się m.in. układy PXA320 firmy Marvell, Snapdragon firmy Qualcomm, S3C6400 Samsunga, OMAP340 Texas Instruments, ale także procesory Atom firmy Intel lub VIA C7, znane z netbooków.
Od strony software stosuje się systemy operacyjne znane ze smartfonów Symbian i Windows CE, ale także typowe systemy z rodziny Microsoft Windows dla komputerów x86 (XP, Seven) i Linux.
Urządzenia MID umożliwiają dostęp do Internetu poprzez transmisję bezprzewodową (bluetooth, Wi-Fi, GSM, HSDPA, UMTS, WCDMA).
Przykładem MID wyposażonego w system Windows lub Linux są urządzenia Viliv, np.: model S5, aigo serii P lub Gigabyte M528.
Część z urządzeń posiada komplet interfejsów komunikacyjnych wymienionych wyżej (Bluetooth, Wi-Fi 802.11b/g, HSDPA, GPS Sirf III), jednak zachowany powinien być warunek że każde zgodne ze standardem MID urządzenie powinno posiadać przynajmniej jeden interface pozwalającą na transmisję bezprzewodową, np. kartę Wi-Fi 802.11b/g.
Cechą rozróżnianych dzisiaj komputerów typu MID (Mobile Internet Device) jest ekran nieprzekraczający 5 cali, w odróżnieniu od UMPC dysponujących ekranem 5 cali i większym. Jest to jednak charakterystyka urządzenia w pewnym uproszczeniu, ponieważ sami producenci urządzeń różnie adresują swoje modele, określając mianem MID, komputery spełniające charakterystykę UMPC.
Dodatkowo znajomość modeli pozwala rozróżnić fakty:
- MID może, ale nie musi być komputerem PC, zgodnym z systemem Windows i innymi.
- MID może być tylko odtwarzaczem multimediów z dostępem do internetu, wyposażonym w przeglądarkę i klienta poczty
- UMPC zawsze zgodne jest ze standardem PC oraz Windows.